# Acacia gillii
Acacia gillii é uma espécie de leguminosa do gênero Acacia, pertencente à família Fabaceae.